# Мофтіну-Маре
Мофтіну-Маре (рум. Moftinu Mare) — село у повіті Сату-Маре в Румунії. Входить до складу комуни Мофтін.
Село розташоване на відстані 447 км на північний захід від Бухареста, 21 км на південний захід від Сату-Маре, 122 км на північний захід від Клуж-Напоки.

## Населення
За даними перепису населення 2002 року у селі проживали 960 осіб.
Національний склад населення села:
| Національність | Кількість осіб | Відсоток |
| -------------- | -------------- | -------- |
| угорці         | 439            | 45,7%    |
| румуни         | 315            | 32,8%    |
| німці          | 165            | 17,2%    |
| цигани         | 28             | 2,9%     |
| українці       | 10             | 1,0%     |

Рідною мовою назвали:
| Мова       | Кількість осіб | Відсоток |
| ---------- | -------------- | -------- |
| угорська   | 612            | 63,7%    |
| румунська  | 321            | 33,4%    |
| німецька   | 17             | 1,8%     |
| українська | 10             | 1,0%     |